# Jean Antonin Delzers
Jean Antonin Delzers, né le 17 août 1873 à Castelsarrasin et mort en 1943, est un dessinateur, graveur de timbres et enseignant français.

## Biographie
Élève de Jules Jacquet, membre du jury de la Société des artistes français où il expose, en 1900 il concourt avec succès au grand prix de Rome en gravure. Il reçoit aussi au Salon des artistes français une médaille d'honneur et est alors classé en hors-concours.
En 1923, il est nommé chevalier de la Légion d'honneur.
Il est nommé professeur de dessin en 1930 à l’École polytechnique et devient président de l'Association française des artistes graveurs au burin.

## Timbres français
Le type Paix (un timbre de France d'usage courant), la cathédrale de Reims, la Victoire de Samothrace, le Col de l'Iseran et à l'occasion du 75e anniversaire de la Croix-Rouge, sur un dessin d'André Spitz, il grave un timbre qui représente mademoiselle Gervais, une infirmière de l'hôpital du Mont des Oiseaux où était André-Spitz pendant la Première Guerre mondiale. Il grave aussi, en 1935, un timbre représentant un paysage breton dessiné par Jean Émile Laboureur.

## Œuvre gravé
- Les chérifas, grande gravure en couleurs à l'eau forte d'après un tableau de Jean-Joseph Benjamin-Constant (dit Benjamin-Constant), signée en bas à gauche dans la planche, re-signée par le graveur en bas à droite. Épreuve d'artiste sur chine, dédicacée au : Général Alvin, Cordial souvenir, en bas à droite. 62 x 88 cm. Cette estampe fut adjugée par la maison de vente aux enchères Gros & Delletrez, le 13 juin 2005, no 69 du catalogue, pour 5 500 euros.

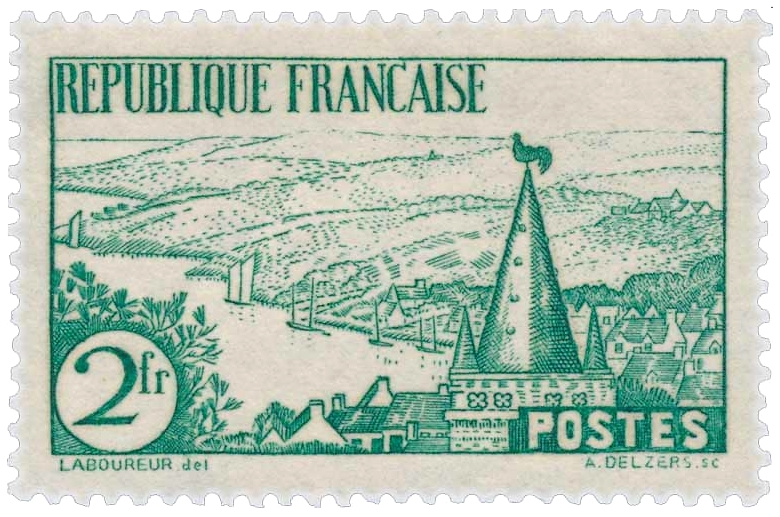
Timbre français émis en 1935 Rivière bretonne.
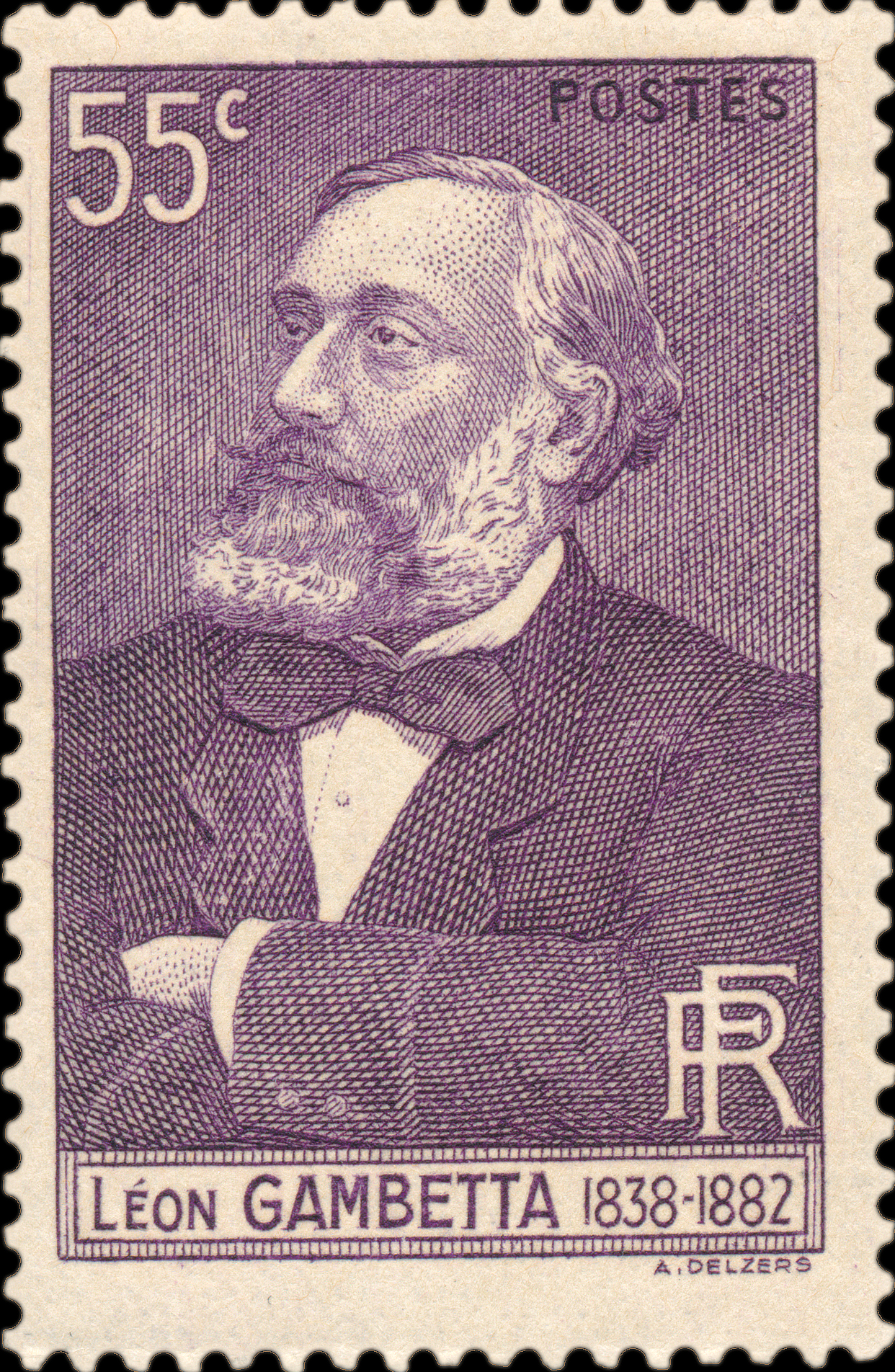
Timbre français émis en 1938.
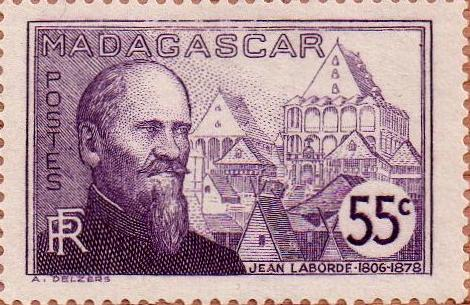
Timbre pour Madagascar émis en 1938.
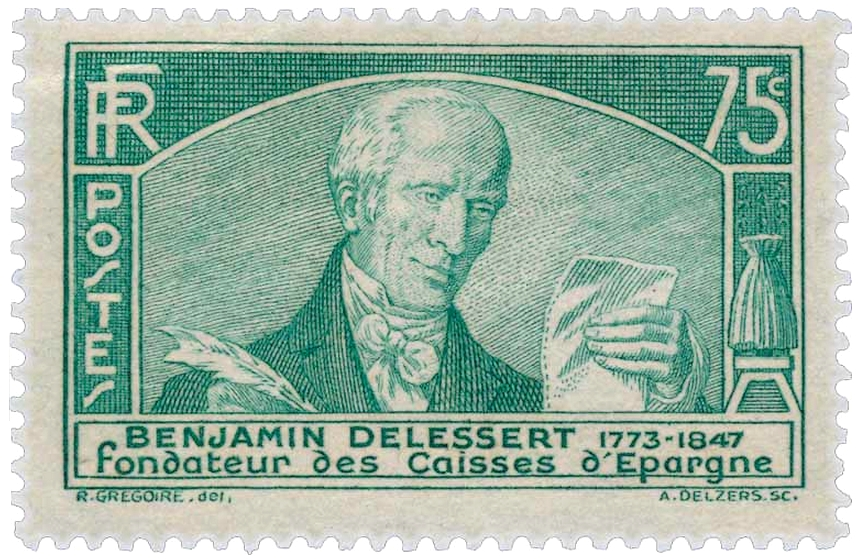
Timbre français émis en 1937